# Дора (Горња Вијена)
Дора (фр. Dorat) насеље је и општина у централној Француској у региону Лимузен, у департману Горња Вијена која припада префектури Белак.
По подацима из 2005. године у општини је живело 1 899 становника, а густина насељености је износила 80 становника/km². Општина се простире на површини од 23,77 km². Налази се на средњој надморској висини од 209 метара (максималној 271 m, а минималној 177 m).

## Демографија
| 1962. | 1968. | 1975. | 1982. | 1990. | 2011. |
| ----- | ----- | ----- | ----- | ----- | ----- |
| 2.499 | 2.497 | 2.425 | 2.338 | 2.203 | 1.753 |

График промене броја становника у току последњих година